# Irving São Paulo
José Irving São Paulo (* 26. Oktober 1964 in Feira de Santana, Bahia; † 10. August 2006 in Rio de Janeiro) war ein brasilianischer Schauspieler.
São Paulo, Sohn des Regisseurs Olney São Paulo und Bruder des Schauspielers Ilya São Paulo, hatte seinen ersten Auftritt im Alter von sechs Jahren in einem Theater seiner Heimatstadt. Seine Film- und Fernsehkarriere begann in den späten 1970er Jahren. Beim Fernsehsender Rede Globo trat er in Seifenopern wie Final Feliz (1982) von Ivani Ribeiro, Bebê a Bordo (1988) und A Viagem (1994) auf. Als einer von Ivani Ribeiros Lieblingsdarstellern setzte ihn dieser auch in weiteren seiner Filme ein wie O Sexo dos Anjos (1990) und Mulheres de Areia (1993). 
Auch in anderen Filmgeschichten wie Torre de Babel und Estrela-Guia spielt er mit. Die letzten Auftritte bei Rede Globo hatte Irving in Episoden von Linha Direta Justiça und Um Só Coração, beide 2004. 1997 war er Mitglied der Jury für die Wahl der Miss Brazil. 
Sein letzter Job war Direktor des theatralischen Spektakels Desclassificados, gemeinsam mit seinem Freund, dem Schauspieler Thiago Junior. São Paulo starb mit 41 Jahren an Multiorganversagen, ausgelöst durch eine chronische Pankreatitis.

## Filmografie
Fernsehserien
- 1995–1998: Você Decide
- 1990: A História de Ana Raio E Zé Trovão
- 1994: A Viagem
- 1988: Bebe a Bordo
- 1983: Champagne
- 1982: Final Feliz
- 1993: Mulheres de Areia
- 1992: Perigosas Peruas
- 1989: Sexo dos Anjos, O
- 1988: Vida Nova